# Parkville (Missouri)
Parkville és una població dels Estats Units a l'estat de Missouri. Segons el cens del 2000 tenia 4.059 habitants.

## Demografia
Segons el cens del 2000, Parkville tenia 4.059 habitants, 1.510 habitatges, i 1.060 famílies. La densitat de població era de 226,5 habitants per km².
Dels 1.510 habitatges en un 37,4% hi vivien nens de menys de 18 anys, en un 59,1% hi vivien parelles casades, en un 7,7% dones solteres, i en un 29,8% no eren unitats familiars. En el 23,8% dels habitatges hi vivien persones soles el 5,6% de les quals corresponia a persones de 65 anys o més que vivien soles. El nombre mitjà de persones vivint en cada habitatge era de 2,54 i el nombre mitjà de persones que vivien en cada família era de 3,04.
Per edats la població es repartia de la següent manera: un 26,4% tenia menys de 18 anys, un 12,4% entre 18 i 24, un 29,9% entre 25 i 44, un 25,2% de 45 a 60 i un 6,1% 65 anys o més.
L'edat mediana era de 36 anys. Per cada 100 dones de 18 o més anys hi havia 93,5 homes.
La renda mediana per habitatge era de 68.600 $ i la renda mediana per família de 86.820 $. Els homes tenien una renda mediana de 64.917 $ mentre que les dones 31.740 $. La renda per capita de la població era de 33.119 $. Entorn del 5% de les famílies i el 6,5% de la població estaven per davall del llindar de pobresa.

## Poblacions més properes
El següent diagrama mostra les poblacions més properes.